# Prelazia Territorial de Cafayate
A Prelazia Territorial de Cafayate (Prælatura Territorialis Cafayatensis) é uma prelazia localizada na cidade de Cafayate, pertencente a Arquidiocese de Salta na Argentina. Foi fundada em 8 de setembro de 1969 pelo Papa Paulo VI. Com uma população católica de 69.100 habitantes, sendo 90,6% da população total, possui 8 paróquias com dados de 2017.

## História
A Prelazia Territorial de Cafayate foi criada a partir da desmembração da Diocese de Catamarca e da Arquidiocese de Salta em 8 de setembro de 1969. 

## Lista de prelados
A seguir uma lista de bispos desde a criação da prelazia. 
|                          | Nome                                      | Período   | Notas  |
| Bispos                   | Bispos                                    | Bispos    | Bispos |
| ------------------------ | ----------------------------------------- | --------- | ------ |
| 5º                       | Darío Rubén Quintana Muñiz, O.A.R.        | 2022-     | Atual  |
| 4º                       | Demetrio Jiménez Sánchez-Mariscal, O.S.A. | 2014-2019 |        |
| 3º                       | Mariano Moreno Garcia, O.S.A.             | 2007-2014 |        |
| 2º                       | Cipriano García Fernández, O.S.A.         | 1991-2007 |        |
| 1º                       | Diego Gutiérrez Pedraza, O.S.A.           | 1973-1990 |        |
| Administrador Apostólico |                                           |           |        |
|                          | Pe. Pablo Hernando Moreno, O.S.A.         | 2019-2022 |        |